# Pourtalesella carvalhoi
Pourtalesella carvalhoi är en mossdjursart som först beskrevs av Ernst Marcus 1937.  Pourtalesella carvalhoi ingår i släktet Pourtalesella och familjen Celleporidae. Inga underarter finns listade i Catalogue of Life.